# Landgoed 't Kasteeltje

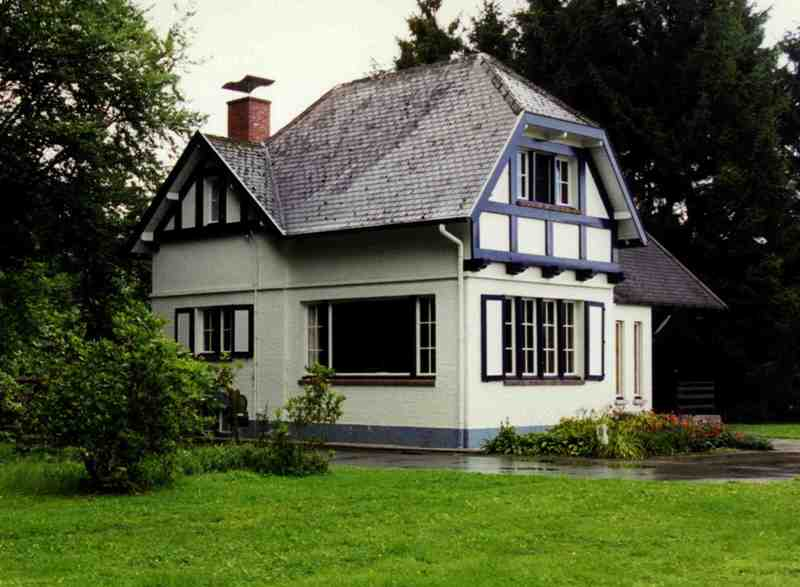
Een dienstwoning

Landgoed 't Kasteeltje (ook: Domein Zwartgoor) is een landgoed in de Antwerpse gemeente Merksplas, gelegen op Steenweg op Weelde 15 en Zwart Goor 2.

## Geschiedenis
In 1856 werd een groot stuk woeste grond met heide en vennen aangekocht door ingenieur François Splingard. Het gebied werd ontgonnen en beplant met grove den. Er werden zeven dreven aangelegd en in 1863 werd een buitenverblijf gebouwd. In 1892 werd dit de vaste woonplaats van zoon Charles Splingaard.
De dreven werden in driehoekige patronen aangelegd, zodat ze geen kruis zouden vormen waar ze elkaar sneden. Dit was in overeenstemming met de Vrijmetselarij-achtergrond van de Splingards. Dit merkwaardige patroon is ook nu nog goed te herkennen.
In 1919 werd het goed verkocht aan industrieel Martin Verbeeck en deze begon er een land- en tuinbouwbedrijf. In 1936 werd het weer verkocht en kreeg achtereenvolgens een aantal eigenaren alvorens het in 1946 in bezit kwam van de Zusters Norbertinessen van Duffel (Convent van Betlehem).
Het was allereerst een opvang voor verzwakte stadskinderen, vanaf 1949 een preventorium voor door tuberculose bedreigde kinderen. Vanaf 1958 werden er verstandelijk gehandicapte meisjes opgenomen, vanaf 1982 ook verstandelijk gehandicapte volwassenen.
Het landhuis werd meermaals verbouwd en uitgebreid, vooral in 1926. De toegangspoort van sierbeton is uit dat jaar. Van 1946-1970 verrezen er verschillende paviljoens voor de cliënten van de zusters. Het landhuis werd verbouwd tot een klooster.